# 布伦代尔 (昆士兰州)
布伦代尔是澳大利亚昆士兰州布里斯本中央商业区以北的郊区。

## 便利设施
布伦代尔（Brendale）是Strathpine地区的工业，轻工业，商业，零售和服务中心，面向北部大都市布里斯班和更广泛的社区。 包含布伦代尔伊顿山酒店和功能中心的布尼亚公园大道便利中心是一个贸易，企业，零售和服务区，为邻近的奥尔巴尼溪，伊顿山和更广泛的社区提供服务。
南派恩斯体育中心（South Pine Sports Complex）拥有可进行多种体育运动的体育设施。